# Fântânele (Mureș)
Pour les articles homonymes, voir Fântânele.
Fântânele (Gyulakuta en hongrois, Gielekoten en allemand) est une commune roumaine du județ de Mureș, dans la région historique de Transylvanie et dans la région de développement du Centre.

## Géographie
La commune de Fântânele est située dans le centre sud du județ, sur la Târnava Mică, sous-affluent du Mureș, sur le Plateau de Târnava (Podișul Târnavelor), à 30 km au nord de Sighișoara et à 28 km au sud-est de Târgu Mureș, le chef-lieu du județ.
La municipalité est composée des six villages suivants (population en 2002) :
- Bordoșiu (299) ;
- Călimănești (947) ;
- Cibu (162) ;
- Fântânele (2 385), siège de la municipalité ;
- Roua (397) ;
- Viforoasa (877).

## Histoire
La première mention écrite du village date de 1332 sous le nom de Gulacucha.
La commune de Fântânele a appartenu au royaume de Hongrie, puis à l'empire d'Autriche et à l'Empire austro-hongrois.
En 1876, lors de la réorganisation administrative de la Transylvanie, elle a été rattachée au comitat de Maros-Torda.
La commune de Fântânele a rejoint la Roumanie en 1920, au traité de Trianon, lors de la désagrégation de l'Autriche-Hongrie. Après le deuxième arbitrage de Vienne, elle a été de nouveau occupée par la Hongrie de 1940 à 1944, période durant laquelle sa communauté juive fut exterminée par les Nazis. Elle est redevenue roumaine en 1945.

## Politique
Le conseil municipal de Fântânele compte 15 sièges de conseillers municipaux. À l'issue des élections municipales de juin 2008, Arpad Laszlo (Parti civique hongrois) a été élu maire de la commune.
| Parti                                      | Nombre de conseillers |
| ------------------------------------------ | --------------------- |
| Union démocrate magyare de Roumanie (UDMR) | 8                     |
| Parti Civique Hongrois (PCM)               | 6                     |
| Parti social-démocrate (PSD)               | 1                     |

## Religions
En 2002, la composition religieuse de la commune était la suivante :
- Réformés, 73,19 % ;
- Catholiques romains, 15,27 % ;
- Unitariens, 8,62 % ;
- Chrétiens orthodoxes, 1,34 %.

## Démographie
La commune a atteint son maximum de population en 1966 avec 6 922 habitants (dont 105 Allemands).
En 1910, la commune comptait 32 Roumains (0,74 %), 4 247 Hongrois (98,22 %) et 31 Allemands (0,72 %).
En 1930, on recensait 141 Roumains (3,14 %), 4 173 Hongrois (98,82 %), 57 Juifs (1,27 %) et 123 Tsiganes (2,74 %).
En 2002, 68 Roumains (1,34 %) côtoient 4 749 Hongrois (93,72 %) et 249 Tsiganes (4,91 %). On comptait à cette date 1 320 ménages et 1 270 logements.
| 1850  | 1880  | 1900  | 1910  | 1930  | 1956  | 1977  | 1992  | 2002  |
| ----- | ----- | ----- | ----- | ----- | ----- | ----- | ----- | ----- |
| 3 690 | 3 838 | 4 140 | 4 324 | 4 496 | 6 612 | 6 009 | 5 329 | 5 067 |

| 2007  | - | - | - | - | - | - | - | - |
| ----- | - | - | - | - | - | - | - | - |
| 5 011 | - | - | - | - | - | - | - | - |

## Économie
L'économie de la commune repose sur l'agriculture, l'artisanat, la transformation du bois, le textile. dans le village de Viforoasa est installée une centrale thermique.

## Communications

### Routes
Fântânele est située sur la route nationale DN13A qui relie Bălăușeri avec Sovata, à quelques kilomètres de la route nationale DN13 (Route européenne 60) Târgu Mureș-Sighișoara.

### Voies ferrées
La commune est traversée par la ligne de chemin de fer Blaj-Praid qui dessert Târnăveni et Sovata.

## Lieux et monuments
- Fântânele, église réformée du XIVe siècle.

- Fântânele, château Lázár.

- Bordoșiu, église catholique du XVe siècle.

- Roua, église unitarienne du XVIIIe siècle.